# Synagoge (Beuel)

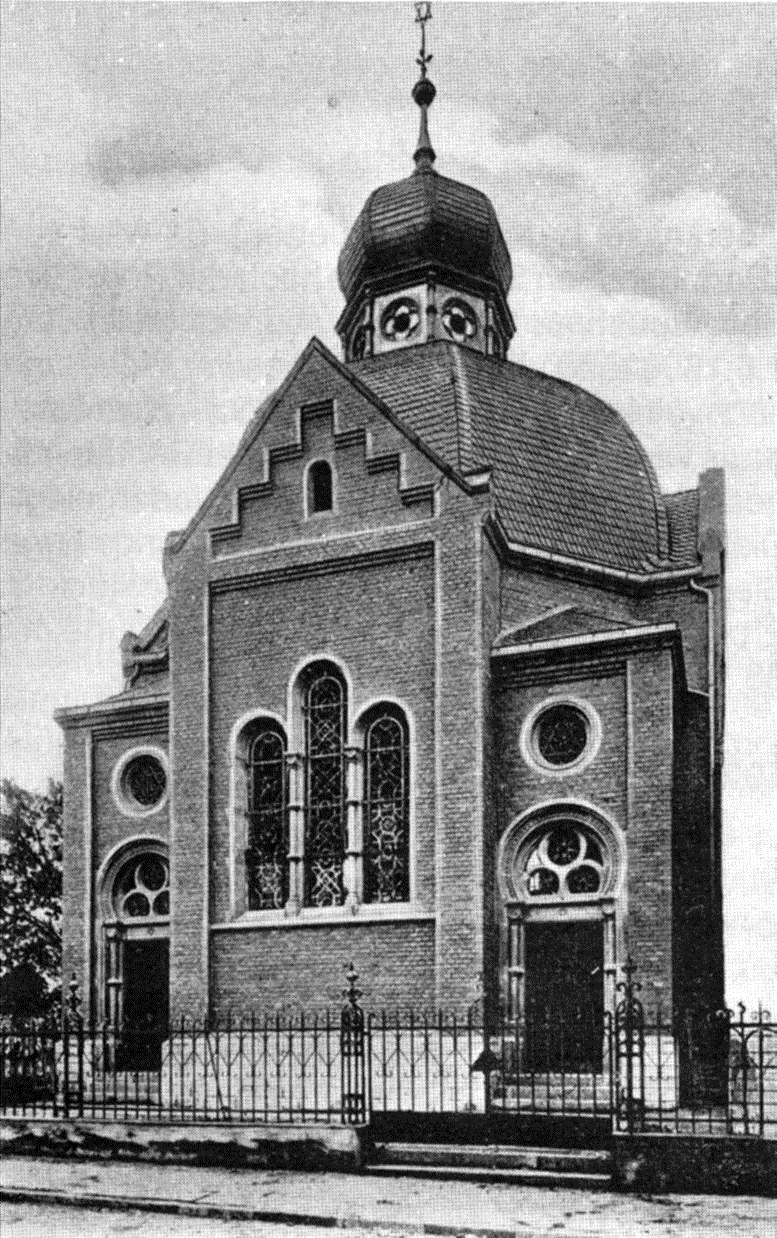
Synagoge in Beuel, um 1903

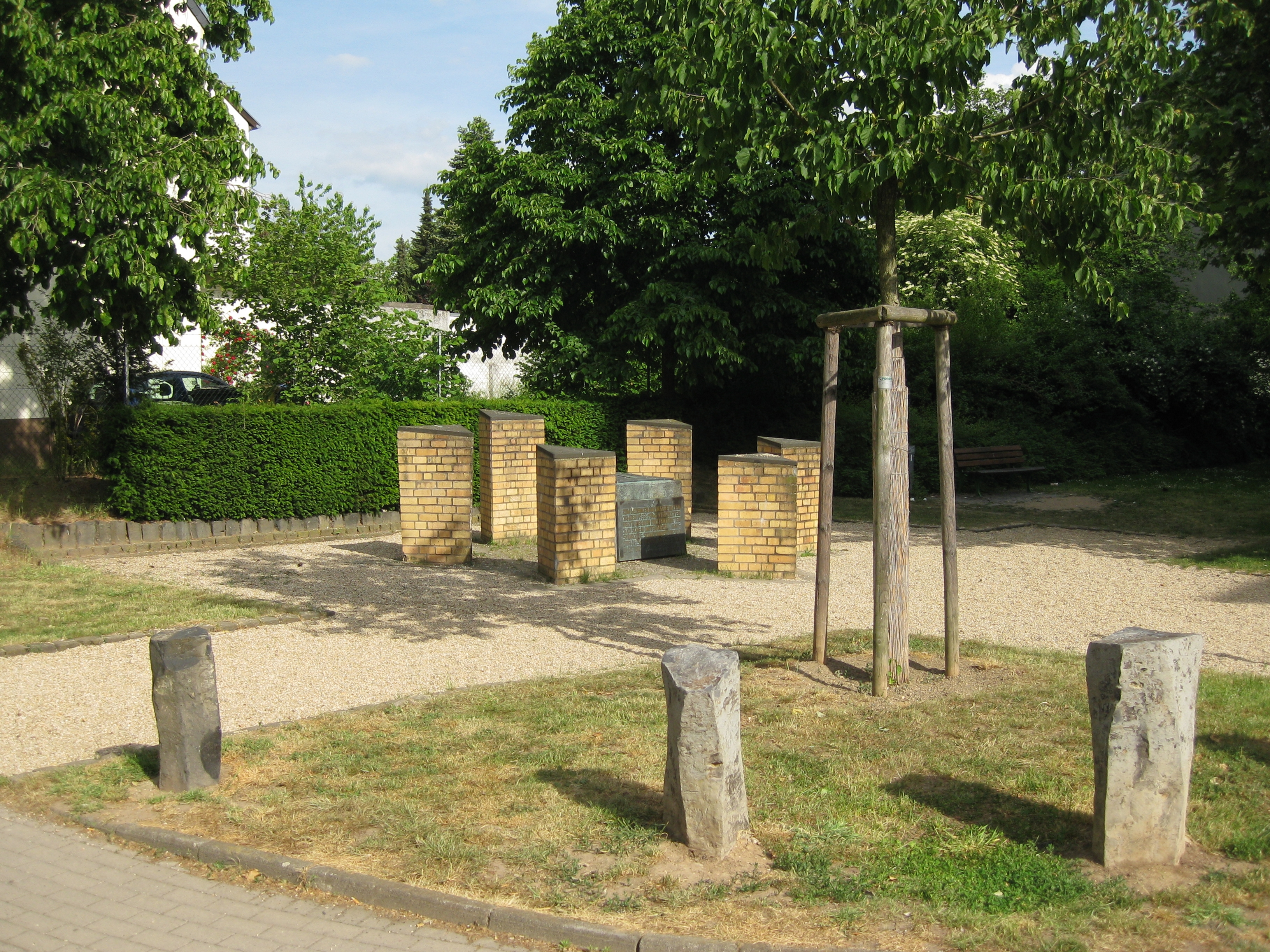
Gedenkstätte

Die Synagoge in Beuel, heute ein Stadtteil von Bonn in Nordrhein-Westfalen, wurde 1903 erbaut und befand sich an der heutigen Kreuzung Siegfried-Leopold- und Friedrich-Friesen-Straße.

## Geschichte
Um 1800 errichtete die jüdische Gemeinde Beuel eine Synagoge im Bereich der heutigen Siegfried-Leopold-Straße und Friedrich-Friesen-Straße. 1854 erhielten die Beueler Juden den Status einer Spezialgemeinde innerhalb der Synagogengemeinde Bonn; der Synagogenverband mit Bonn wurde 1875 aufgelöst. Die Größe der jüdischen Gemeinde belief sich 1828 auf 120, 1885 auf 182 und 1932 auf 130 Mitglieder.
Da die Synagoge zu klein geworden war, wurde 1903 an gleicher Stelle, aber um ein Nachbargrundstück erweitert, eine neue Synagoge nach den Plänen des Baumeisters Johann Adam Rüppel erbaut. Am 28. und 29. August 1903 fand die feierliche Einweihung durch den Bonner Rabbiner Elias Kalischer statt.
Während des Pogroms am 9. November 1938 wurde die Synagoge in Brand gesteckt und zerstört.

## Architektur
Die Synagoge in Beuel war ein neuromanischer Zentralbau aus gelbem Backstein mit hoher Mittelkuppel mit Laterne und Zwiebelturm. In der Mitte der Fassade, zur ehemaligen Wilhelmstraße hin, befand sich ein Vorbau mit Giebel, den ein Treppenfries zierte. Dieser Vorbau war von zwei niedrigen schmalen Anbauten flankiert, in denen sich die Eingänge für Männer und Frauen befanden. Die Oberlichter der Eingänge waren in Hufeisenform ausgeführt. Im Mittelrisalit befand sich eine Fenstergruppe aus drei schmalen mit Rundbögen versehenen hohen Fenstern, wobei das mittlere Fenster die anderen überragte.
Das Innere der Kuppel war als Firmament ausgemalt und der Toraschrein konnte wegen der Lage des Grundstücks nicht exakt dem Eingang gegenüber aufgestellt werden.

## Gedenken
1962 wurde durch den Stadtrat der damaligen Stadt Beuel eine Gedenktafel am Grundstück der ehemaligen Synagoge angebracht. 1988 wurde bei der Neugestaltung des ehemaligen Synagogengrundstücks ein Gedenkzeichen mit Ziegelsteinen der ehemaligen Synagoge errichtet.

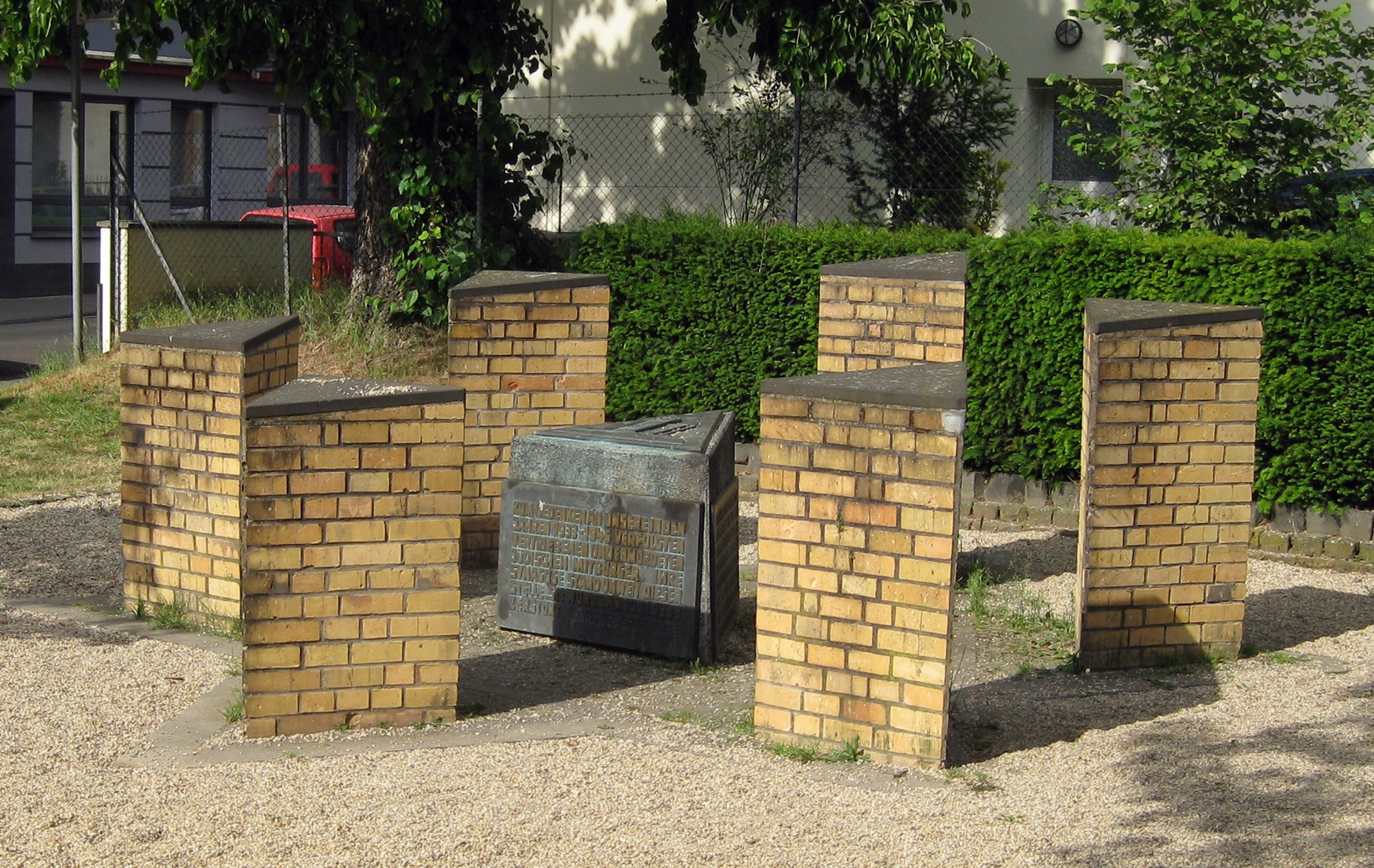
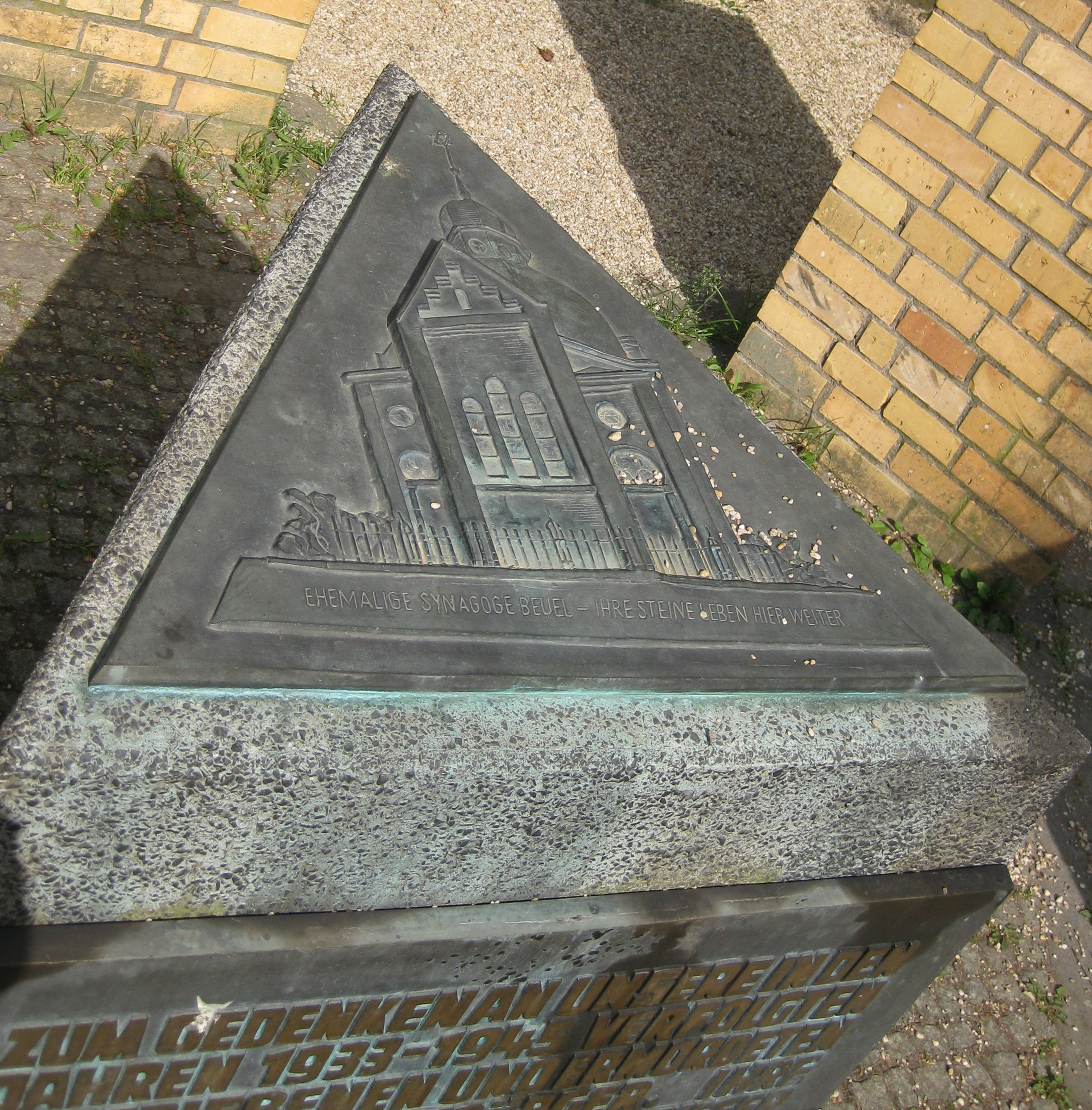
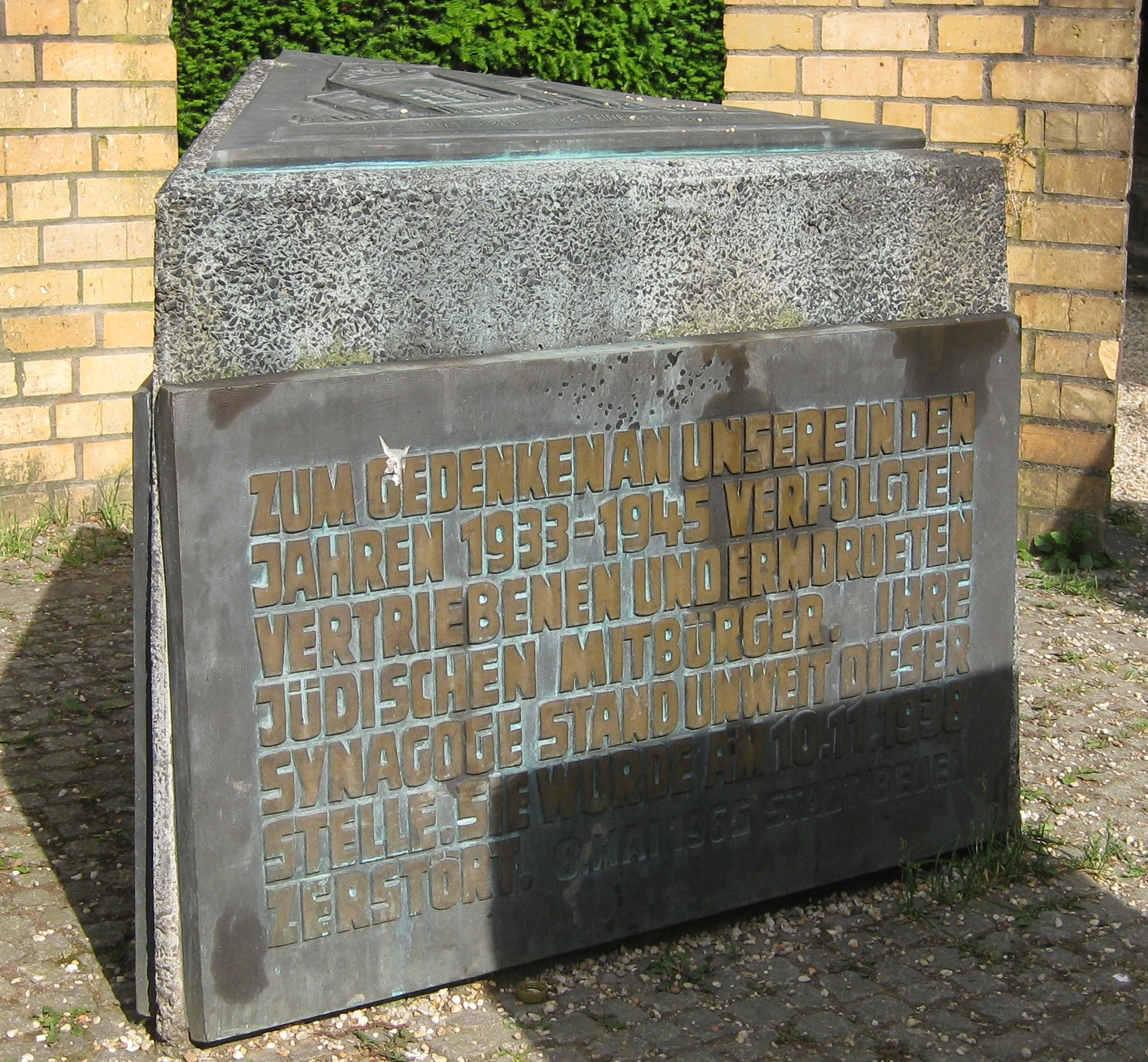
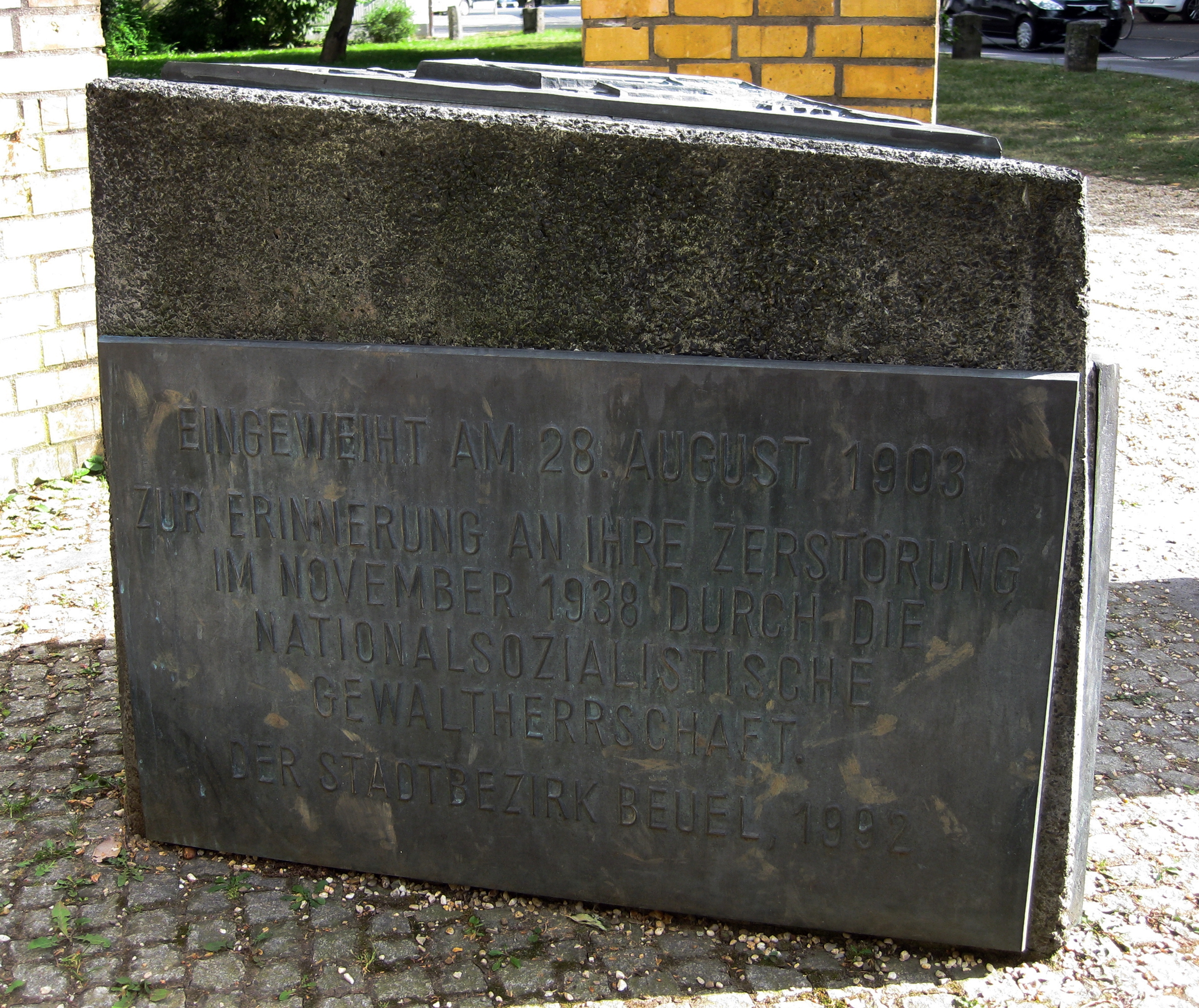
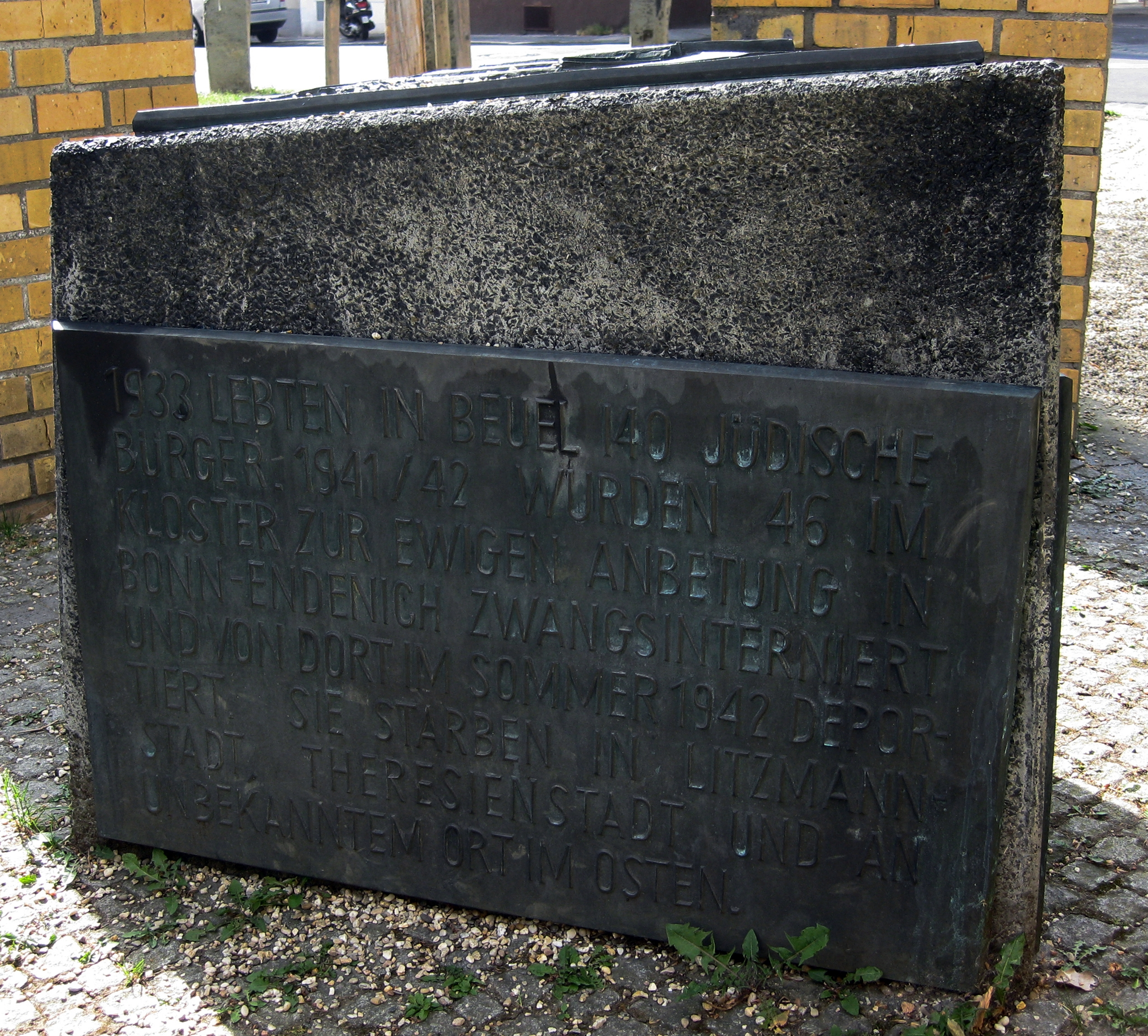